# Olivia Elkaim
Pour les articles homonymes, voir Elkaïm.
Olivia Elkaim, née le 6 mai 1976 à Noisy-le-Grand, est une journaliste et romancière française.

## Biographie

### Enfance et formation
Olivia Elkaim naît en 1976 à Noisy-le-Grand. Elle grandit à Torcy, en Seine-et-Marne. Elle mène des études de lettres au lycée Claude Monet (Paris 13è) et à la Sorbonne Nouvelle.

### Carrière

#### Journalisme
Diplômée du Centre de formation des journalistes (promotion 2000),[réf. nécessaire]Olivia Elkaim travaille pour Marianne,  l'Évènement du jeudi, Capital et VSD.
En 2011, elle rejoint La Vie. Elle est nommée cheffe du service politique. En 2017, elle devient journaliste spécialiste de bioéthique. Elle écrit également dans Vanity Fair. 

#### Littérature
À partir de 2008, Olivia Elkaim publie plusieurs nouvelles et des romans. Son premier roman,  Les graffitis de Chambord, évoque l'histoire de ces galeries du château de Chambord maculées de gravures datant de toutes les époques à partir du XVIIe siècle.
En 2011 sort son second roman, Les Oiseaux noirs de Massada, qui obtient le premier prix de la ville d’Ambronay. En 2014, elle publie Nous étions une histoire, qui dresse trois portraits de femmes et parle de la maternité, avec pour point de départ un baby blues. 
Son cinquième roman, Je suis Jeanne Hébuterne, parait en 2017. Il s'agit d'un récit à la première personne de la muse et compagne du peintre Modigliani. 
En 2020 sort le Tailleur de Relizane, un récit consacré à son grand-père paternel, pied-noir d’Algérie, contraint de quitter son pays natal,. Le livre obtient le Prix Marguerite-Puhl-Demange, au festival Le livre à Metz 2021. Il est également finaliste du prix Femina 2020 et du prix Femina des lycéens 2020,.
En 2023, elle publie un nouveau récit sur sa famille. Dans Fille de Tunis, elle raconte le destin de sa grand-mère maternelle, Arlette, que la guerre et la décolonisation obligeront à quitter la Tunisie pour Marseille,. « Il ne pouvait pas être aussi réussi que le précédent, cela nous paraissait impossible. On ne l’a pas lâché. Dès la première page, on s’est retrouvée happée par l’écriture très particulière qui parvient à plonger sans effort dans l’intime.» écrit Alexandra Schwartzbrod de Libération. Le livre est finaliste du Prix Pampelonne Ramatuelle. Il s'agit de son septième roman. 

### Vie privée
Elle a deux fils. 

### Collectif
- Sur le divan, collectif, Stilus, 2017